# 維多利亞建設集團
維多利亞建設股份有限公司（英語：Victoria Group，簡稱維多利亞集團）是在臺灣以建築營造業或土木工程業兼餐飲服務業為核心的企業集團，總部位於臺北市內湖區。由董事長─邱義創立，1996年8月12日集團化，目前旗下共有12個子品牌。

## 歷史

### 企業發展
- 1978年，品牌創業期，創辦人邱義開始專注於建築本業
- 1986年，董事長邱義成立旭地營造公司[2]
- 1996年，創立「維多利亞建設」子品牌於臺北市信義區，維多利亞開始集團化[1]
- 1997年，子品牌「凱祺建設」成立
- 2004年，子品牌「旭地建設」、「大無線實業（代銷）」成立
- 2005年，總部搬遷至臺北市內湖區
- 2011年，子品牌「臻品家事」、「克里德商務中心」[3]成立
- 2012年，子品牌「嘉醴管理」[4]、「雲品物管」[5]、「德朗餐廳」[6]成立
- 2013年，子品牌「草堂廣告」成立
- 2014年，子品牌「1%地產」[7][8]、「望設計」成立

### 獲獎
- 2008年，維多利亞建設股份有限公司獲頒國家優良建商認證標章證書
- 2013年，維多利亞建設股份有限公司當選為第十五屆傑出企業金峰獎得主[9][10]
- 2013年，榮獲醫療財團法人台灣血液基金會的表揚，獲贈「101年度捐血績優社團」獎章[11]
- 2013年，凱祺建設、旭地營造獲得「營建工地5S潔淨運動」特優第二名
- 2013年，旭地營造天子案獲得「道路洗掃認養降低揚塵」之績優廠商

## 旗下品牌

### 建設開發事業
- 維多利亞建設
- 凱祺建設
- 旭地建設
- 大亮建設

### 營造工程事業
- 旭地營造

### 物業管理事業
- 嘉醴物業管理
- 臻品家事管理

### 商務開發事業
- 克里德菁英德商務中心

### 餐飲服務事業
- 德朗法式餐廳

### 建築行銷事業
- 大無限實業
- 1%地產
- 草堂廣告

### 空間設計事業
- 望設計

## 代表作品
| 年份 | 建案名稱    | 地區       |
| ---- | ----------- | ---------- |
| 1989 | 2001廣場    | 信義區     |
| 1991 | 維多利亞    | 信義區     |
| 1996 | 大旭地      | 淡水區     |
| 2004 | 大直逸廊    | 中山區     |
| 2004 | JOJO廣場    | 中山區     |
| 2009 | 新鳳翔      | 內湖區     |
| 2010 | 將進酒      | 內湖區     |
| 2012 | Victor嘉醴  | 內湖區     |
| 2012 | H24雲端     | 北投區     |
| 2012 | 河岸慕上    | 南港區     |
| 2013 | 富御        | 成都(中國) |
| 2013 | 天子        | 士林區     |
| 2015 | 天際Skyline | 文山區     |
| 2016 | 山丘小墅    | 內湖區     |

## 外部連結
- 維多利亞集團官網 （页面存档备份，存于）（中文）（英文）
- 德朗餐廳官網[永久]（中文）（英文）
- 克里德菁英商務中心官網 （页面存档备份，存于）（中文）（英文）
- 草堂廣告線上作品集 （页面存档备份，存于）（中文）
- 維多利亞集團的Facebook專頁
- 德朗餐廳 De Loin的Facebook專頁